# Evgenij Filippovič Ivanovskij
Evgenij Filippovič Ivanovskij (in russo Евгений Филиппович Ивановский?, in bielorusso Яўген Піліпавіч Іваноўскі?, Jaŭgen Pilipavič Ivanoŭski; Čarėja, 7 marzo 1918 – Mosca, 22 settembre 1991) è stato un generale sovietico di origini bielorusse.

## Biografia
Il 3 novembre 1972, su decisione del Soviet Supremo dell'URSS, fu promosso al grado di Generale d'armata e da quell'anno fino al 1980 comandò il Gruppo di forze sovietiche in Germania. In seguito gli fu affidato il comando del Distretto militare bielorusso che comandò fino al febbraio del 1985, quando venne promosso a comandante in capo delle Forze terrestri sovietiche. Nel 1989 divenne membro dell'ispettorato del ministero della difesa dell'URSS.
Negli anni dal 1971 al 1989 fu membro del comitato centrale del Partito Comunista dell'Unione Sovietica. Servì anche per quattro mandati come deputato nel Soviet Supremo dell'URSS. Nel 1984 ha pubblicato un libro di memorie.
Trascorse i suoi ultimi anni di vita a Mosca, dove morì il 22 settembre 1991. È sepolto nel Cimitero di Novodevičij.